# 朝鮮歌謡の一覧
朝鮮歌謡（チョソンガヨ）は主に朝鮮半島、朝鮮民主主義人民共和国と大韓民国の音楽の事である。ここでは、それら曲の一覧を紹介する。

## 牡丹峰楽団

### オリジナル
- 7.27行進曲
- 金正恩将軍に栄光を
- 行こう、白頭山に
- お会いしたかったです
- 我らの金正恩同志

### カバー
- 一気に
- 我が国が一番よい

## 国務委員会演奏団

### オリジナル
- 그 정을 따르네(その情に慕う)
- 親愛なる父

## 普天堡電子楽団

### オリジナル
- 舞踊 北岳山の歌
- 明けるな平壌の夜よ
- 嬉しいです(李京淑)
- 我が国が一番良い(李景淑)
- まだ言えない
- 金正日花連曲
- 雲を超え愛おしい将軍星へ
- 懐かしい将軍様はいづこへ
- 攻撃戦だ(尹恵英)
- 飛行士の歌(尹惠英)
- 砲兵の歌(尹惠英)
- 雲の向こうの懐かしい将軍星様(尹惠英)
- 星たちは囁く1.2.3(尹惠英)
- 勝利の距離(尹惠英)
- 千里馬走る
- 一気に
- あなたがいなければ祖国もない

### カバー
- トラック野郎・望郷一番星 トラック音頭

## 旺載山軽音楽団

### オリジナル
- 同務達よ軍隊へいこう
- 社会主義は我らのもの
- 内緒の話
- 将軍様の軍隊になろう
- はまなすの心
- 将軍様縮地法を使えり
- 人民は一途な心

## 功勲国家合唱団

### オリジナル
- パルコルム
- 社会主義前進歌
- 前進する社会主義
- 社会主義ただ一筋に
- 私たちはあなたしか知らない

## 青峰楽団

### オリジナル
- 我らは万里馬騎手
- 轟かせて行こう天下第一強国
- あゝ優しい父

## 朝鮮人民軍協奏団

### オリジナル
- 革命歌劇 党の真の娘
- 革命歌劇 明るい太陽の下で

## その他
- 愛国歌
- 輝く祖国
- 金日成将軍の歌
- 金正日将軍の歌
- 金正日の歌
- 金日成元帥様万歳
- 金日成大元帥万々歳
- 革命武力は元帥様の領導だけを戴く
- ないしょ話
- 統一の虹
- 鳥たちの歌
- 新高山タリョン
- 愛の町
- 都会の娘が嫁に来た
- 朝はいい、夕方はいい

## 大韓民国
- サランへ

## 南北共通
- アリラン
- トラジ
- カトゥリ打令
- 故郷の春